# Velocitat relativa
La velocitat relativa  entre dos cossos és el valor de la velocitat d'un cos mesura per l'altre. Denotarem al valor la velocitat relativa d'un observador B respecte a un altre observador A com {\displaystyle \mathbf {v} _{\text{BA}}\;}.

## Velocitat relativa en mecànica clàssica
Donades dos observadors, A i B, les velocitats mesures per un tercer observador són {\displaystyle \mathbf {v} _{\text{A}}\,} i {\displaystyle \mathbf {v} _{\text{B}}\,}, respectivament, la velocitat relativa de B respecte a A es denota com {\displaystyle \mathbf {v} _{\text{BA}}\;} i ve donada per:

{\displaystyle \mathbf {v} _{\text{BA}}=\mathbf {v} _{\text{B}}-\mathbf {v} _{\text{A}}}

Naturalment, la velocitat relativa de A respecte a B es denota com {\displaystyle \mathbf {v} _{\text{AB}}\;} i ve donada per:

{\displaystyle \mathbf {v} _{\text{AB}}=\mathbf {v} _{\text{A}}-\mathbf {v} _{\text{B}}}

de manera que les velocitats relatives {\displaystyle \mathbf {v} _{\text{BA}}\;} i {\displaystyle \mathbf {v} _{\text{AB}}\;} tenen el mateix mòdul però sentits oposats.
El càlcul de velocitats relatives en mecànica clàssica és totalment additiu i encaixa amb la intuïció comuna sobre velocitats, d'aquesta propietat de l'additivitat sorgeix el mètode de la velocitat relativa.
Les definicions i propietats anteriors per a dos observadors en moviment relatiu s'aplica també per al cas de dues partícules clàssiques A i B, les velocitats mesures per un observador donat siguin {\displaystyle \mathbf {v} _{A}\;} i {\displaystyle \mathbf {v} _{B}\;}, respectivament.

## Cinemàtica del sòlid rígid
El concepte de velocitat relativa és particularment útil en la cinemàtica del sòlid rígid. Si s'accepta que les distàncies entre els diversos punts d'un sòlid no varien mentre aquest s'està movent per l'espai, aleshores el sòlid és modelitzable com sòlid rígid i coneguda la velocitat angular {\displaystyle {\boldsymbol {\omega }}\,} del sòlid en cada instant i la velocitat d'un punt  O  del sòlid, podem conèixer la velocitat de qualsevol altre punt  P , mitjançant la relació:

(2){\displaystyle \mathbf {v} _{\text{P}}=\mathbf {v} _{\text{O}}+\mathbf {v} _{\text{PO}}=\mathbf {v} _{\text{O}}+{\boldsymbol {\omega }}\times {\text{OP}}}

on:
{\displaystyle \mathbf {v} _{\text{O}},\,\,\mathbf {v} _{\text{P}}}, són les velocitats de les partícules  O  i  P  mesures en un mateix referencial considerat com a fix o absolut.
{\displaystyle {\text{OP}}\;}, és el vector posició del punt  P  pel que fa al punt  O , és a dir que té com a origen el punt  O  i com a extrem el  P . En general, aquest vector, encara que de mòdul constant, canviarà de direcció en l'espai en el transcurs del temps.

## Velocitat relativa en mecànica relativista
En mecànica relativista la velocitat relativa no és additiva, això significa que si es tenen tres observadors A i B, movent-se sobre una mateixa recta a velocitats diferents {\displaystyle V_{A},v_{B}}, segons un tercer observador O, succeeix que:

(3){\displaystyle v_{\text{B}}\neq v_{\text{BA}}+v_{\text{A}}\qquad v_{\text{A}}\neq v_{\text{AB}}+v_{\text{B}}}

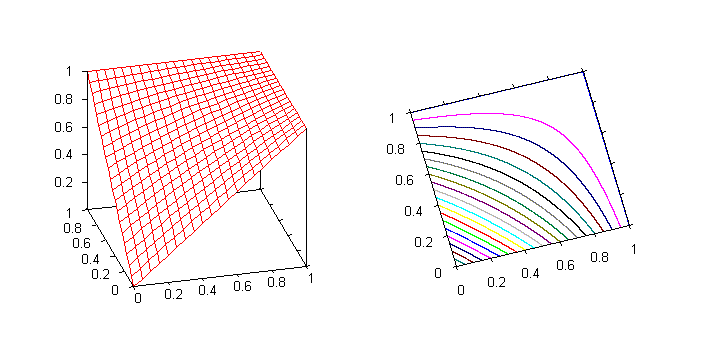
velocitat relativa resultant per a dos observadors que es mouen un cap a l'altre.

 Per a velocitats petites comparades amb la velocitat de la llum, les desigualtats es compleixen de manera aproximada, però per a valors comparables als de la llum la velocitat relativa és significativament menor que el valor predit per la mecànica clàssica. Això passa perquè en moure's amb diferents velocitats els dos observadors perceben el transcurs del temps i les distàncies de manera diferent. De fet la velocitat relativa màxima mai excedeix a la velocitat de la llum, mentre que segons els postulats de la mecànica clàssica no hi ha un límit superior per a la velocitat relativa d'un observador respecte a un altre.
El càlcul relativista exacte revela que l'efecte de dilatació del temps diferents per a dos observadors que es mouen un respecte a un altre porta a unes velocitats relatives mesures per cada un d'ells donades per:

(4){\displaystyle v_{\text{BA}}={\cfrac {v_{\text{B}}-v_{\text{A}}}{1-{\cfrac {v_{\text{A}}v_{\text{B}}}{c^{2}}}}}=-v_{\text{AB}}}

A partir d'aquesta expressió(4)pot provar que:
- Per a velocitats dels observadors estrictament inferiors a les de la llum, la velocitat relativa en fa(4)és sempre inferior a la velocitat de la llum,  c . Per exemple dos observadors que viatgin en direccions contràries a velocitats donades per {\displaystyle V_{A}=0,99c=-v_{B}\;} mesuraran velocitats relatives:

{\displaystyle |v_{\text{AB}}|=|v_{\text{BA}}|\approx 0,99995c<c\;}

Mentre que la mecànica newtoniana hauria predit en aquest cas:

{\displaystyle |v_{\text{AB}}|=|v_{\text{BA}}|=1,98000c>c\;}

- D'acord amb l'anterior, cap observador pot mesurar mai que un objecte físic s'acosti a una velocitat superior a la de la llum, fet que encaixa amb el fet que la màxima velocitat de propagació esperada és precisament la velocitat de la llum.

- Si una partícula es mou a la velocitat de la llum {\displaystyle v_{\text{A}}=c\;} per a qualsevol altre observador que es mogui a una velocitat inferior {\displaystyle v_{\text{B}}<|c|\;}, la velocitat relativa {\displaystyle v_{\text{AB}}=c\;}. Aquest fet encaixa amb el fet que la llum té la mateixa velocitat en tots els sistemes de mesura independentment de la velocitat a la qual aquests es moguin.